# Mistrzostwa Panamerykańskie Juniorów w Skeletonie 2025
Mistrzostwa Panamerykańskie Juniorów w Skeletonie 2025 – zawody o tytuł mistrza Panameryki juniorów w skeletonie, które – w ramach zawodów Pucharu Ameryki Północnej w skeletonie – odbyły się w dniu 6 grudnia 2024 r. w amerykańskim Park City. Zgodnie z programem mistrzostw rozegrano dwie konkurencje: ślizg kobiet oraz ślizg mężczyzn. W obu wyłoniono także medalistów w kategorii U20.

## Wyniki

### Kobiety
| Pozycja | U20    | Zawodniczka     | Reprezentacja | 1. ślizg | 1. ślizg | 2. ślizg | 2. ślizg | Czas łączny | Strata |
| Pozycja | U20    | Zawodniczka     | Reprezentacja | Czas     | Pozycja  | Czas     | Pozycja  | Czas łączny | Strata |
| ------- | ------ | --------------- | ------------- | -------- | -------- | -------- | -------- | ----------- | ------ |
| złoto   | złoto  | Madeline Parra  | Kanada        | 52.85    | 1.       | 53.58    | 3.       | 1:46.43     | –      |
| srebro  | srebro | Emily Bateman   | Kanada        | 53.43    | 2.       | 53.38    | 1.       | 1:46.81     | +0.38  |
| brąz    | –      | Mackenzie Adams | Kanada        | 54.21    | 3.       | 53.48    | 2.       | 1:47.69     | +1.26  |
| 4.      | brąz   | Julia Hamilton  | Kanada        | 56.56    | 4.       | 55.96    | 4.       | 1:52.52     | +6.09  |

### Mężczyźni
| Pozycja | U20    | Zawodnik           | Reprezentacja     | 1. ślizg | 1. ślizg | 2. ślizg | 2. ślizg | Czas łączny | Strata |
| Pozycja | U20    | Zawodnik           | Reprezentacja     | Czas     | Pozycja  | Czas     | Pozycja  | Czas łączny | Strata |
| ------- | ------ | ------------------ | ----------------- | -------- | -------- | -------- | -------- | ----------- | ------ |
| złoto   | złoto  | Noah Park          | Stany Zjednoczone | 50.42    | 2.       | 50.75    | 2.       | 1:41.17     | –      |
| srebro  | –      | Josip Brusic       | Kanada            | 50.32    | 1.       | 50.86    | 3.       | 1:41.18     | +0.01  |
| brąz    | srebro | Baden Park         | Stany Zjednoczone | 50.84    | 3.       | 50.46    | 1.       | 1:41.30     | +0.13  |
| 4.      | brąz   | Eduardo Strapasson | Brazylia          | 51.09    | 5.       | 50.94    | 4.       | 1:42.03     | +0.86  |
| 5.      | 4.     | Jacob Coleman      | Kanada            | 50.90    | 4.       | 51.26    | 5.       | 1:42.16     | +0.99  |
| 6.      | –      | Lukas Kissell      | Stany Zjednoczone | 51.77    | 6.       | 51.67    | 6.       | 1:43.44     | +2.27  |
| 7.      | 5.     | Massimo Ardizzoni  | Kanada            | 51.86    | 7.       | 51.90    | 7.       | 1:43.76     | +2.59  |
| 8.      | 6.     | Andrew Pidwerbesky | Kanada            | 51.91    | 8.       | 52.26    | 8.       | 1:44.17     | +3.00  |
| 9.      | 7.     | Cauê Gonçalves     | Brazylia          | 52.75    | 9.       | 53.13    | 9.       | 1:45.88     | +4.71  |
| 10.     | 8.     | Zander Greco       | Kanada            | 53.13    | 10.      | 54.56    | 10.      | 1:47.69     | +6.52  |

## Klasyfikacja medalowa
| Miejsce | Państwo           |   |   |   | Razem |
| ------- | ----------------- | - | - | - | ----- |
| 1.      | Kanada            | 2 | 3 | 2 | 7     |
| 2.      | Stany Zjednoczone | 2 | 1 | 1 | 4     |
| 3.      | Brazylia          | 0 | 0 | 1 | 1     |